# 2003年カタール・エクソンモービル・オープン
2003年カタール・エクソンモービル・オープン (2003 Qatar ExxonMobil Open)は、2002年12月30日から2003年1月5日にかけてカタール・ドーハのハリファ国際テニス競技場 にて開催されたATPツアーインターナショナル・シリーズ大会である。

## 優勝

### 男子シングルス
ステファン・クーベック defeated  ジャン＝マイケル・ギャンビル 6-4, 6-4
- クーベックがシーズン1度目、ツアー通算3度目のシングルスタイトルを獲得した。

### 男子ダブルス
マルティン・ダム /  シリル・スーク defeated  マーク・ノウルズ /  ダニエル・ネスター 6-4, 7-6(8)
- ダムがシーズン1度目、ツアー通算24度目のダブルスタイトルを、 スークがシーズン1度目、ツアー通算25度目のダブルスタイトルを獲得した。